# Calesia arhoda
Calesia arhoda là một loài bướm đêm trong họ Erebidae.